# Boraras maculatus
Boraras maculatus (Duncker, 1904) è un pesce d'acqua dolce appartenente alla famiglia Cyprinidae e alla sottofamiglia Danioninae.

## Distribuzione e habitat
Proviene dal Sud-est asiatico, dove è diffuso a partire dalla Penisola malese all'Indonesia centrale; vive in torrenti con corrente mai particolarmente intensa.

## Descrizione
È una specie di dimensioni molto piccole, infatti non supera i 2,5 cm; le femmine sono leggermente più grandi dei maschi. Il corpo è molto sottile, allungato, la pinna caudale è biforcuta. Può essere confuso con Boraras naevus.

## Biologia

### Comportamento
Nuota in banchi.

### Alimentazione
Si nutre di invertebrati acquatici, soprattutto vermi e piccoli crostacei.

### Riproduzione
È oviparo e la fecondazione è esterna. Si riproduce in torrenti molto ricchi di vegetazione.

## Acquariofilia
Non si riproduce molto facilmente in acquario, ma tra le specie del suo genere è la più diffusa in commercio.